# Lycaena pallida
Lycaena pallida is een vlinder uit de familie van de Lycaenidae. De wetenschappelijke naam van de soort is voor het eerst geldig gepubliceerd in 1891 door William Henry Miskin.